# Daily Planet
Daily Planet (pierwotnie Daily Star) – fikcyjny dziennik występujący w komiksach z udziałem postaci Supermana, wydawanych przez DC Comics. Autorami Daily Planet był duet twórców Supermana: scenarzysta Jerry Siegel i rysownik Joe Shuster. Pierwszy raz pojawiła się w komiksie Action Comics vol. 1 #1 (czerwiec 1938) pod nazwą Daily Star. Nazwa Daily Planet została pierwszy raz użyta w komiksie Superman vol. 1 #4 (1940). Inspiracja dla tej fikcyjnej gazety było Toronto Star (wcześniej Toronto Daily Star) - gazeta wydawana w Toronto, w której w latach 30. XX wieku pracował rysownik Joe Shuster. Inspiracją dla siedziby Daily Planet był niesiniejący już pierwszy budynek Toronto Star, mieszczący się na ulicy 80 King St. West w Toronto (obecna siedziba redakcji, mieści się od 1971 roku na ulicy 1 Yonge St.). Jednakże zwraca się uwagę na fakt, iż Shuster nie mógł w pełni znać wizerunku siedziby redakcji, gdyż jego budowa została ukończona w 1929 roku, a więc pięć lat po jego wyjeździe do Cleveland w stanie Ohio. Wpływ na wygląd budynku miała mieć również pierwsza animowana adaptacja przygód Supermana pod tytułem Superman (Fleischer & Famous Superman) z 1941 roku, gdzie po raz pierwszy pojawił się obecnie znany wizerunek gmachu redakcji (mógł on być wzorowany na budynku Paramount Building na Manhattanie). Uważa się nawet, że inspiracją miał być także ukończony w 1927 roku budynek AT&T Huron Road Building w Cleveland (obecnie na szczycie budynku widnieje taki sam glob, jak na budynku redakcji z komiksów o Supermanie).

## Opis
W Uniwersum DC Comics Daily Planet jest gazetą z miasta Metropolis w USA. W redakcji gazety pracują m.in. nieśmiały reporter Clark Kent (alter ego Supermana), dociekliwa reporterka Lois Lane, będąca również wielką miłością superbohatera, oraz młody fotograf Jimmy Olsen. Redaktorem naczelnym gazety jest Perry White.

## Adaptacje
Motyw Daily Planet pojawiał się we wszystkich adaptacjach przygód Supermana. Pierwszy raz w produkcji aktorskiej pojawił się w The Adventures of Superman (1952-1958) z George'em Reevesem w roli Supermana. W pierwszym sezonie serialu, za budynek redakcji gazety posłużył budynek E. Clem Wilson Building w Los Angeles, natomiast w drugim sezonie jego miejsce zajął Los Angeles City Hall.
W czteroczęściowej serii filmów pełnometrażowych zapoczątkowanej obrazem Superman (Superman: The Movie) w reżyserii Richardem Donnerem (1978), w której w tytułową rolę wcielił się Christopher Reeve, za biura redakcji posłużyły prawdziwe biura nowojorskiej gazety Daily News, której siedziba mieści się na Midtown Manhattan.
W emitowanym w latach 2001-2011 serialu telewizyjnym Tajemnice Smallville (Smallville) z Tomem Wellingiem w roli Clarka/Supermana, budynkiem redakcji Daily Planet został Marine Building w Vancouver.
W pseudo-sequelu do serii filmów z lat 1978-1987 pod tytułem Superman: Powrót (Superman Returns) z 2006 roku (reżyseria Bryan Singer), budynek Daily Planet był stworzony specjalnie na potrzeby filmu przez scenografów i specjalistów od grafiki komputerowej.
W najnowszej odsłonie przygód superbohatera (w tej roli Henry Cavill) pod tytułem Człowiek ze stali (Man of Steel) w reżyserii Zacka Snydera, za filmową siedzibą redakcji posłużył Chicago Board of Trade Building, natomiast zdjęcia wewnątrz siedziby Daily Planet były kręcone w Willis Tower.

## Galeria

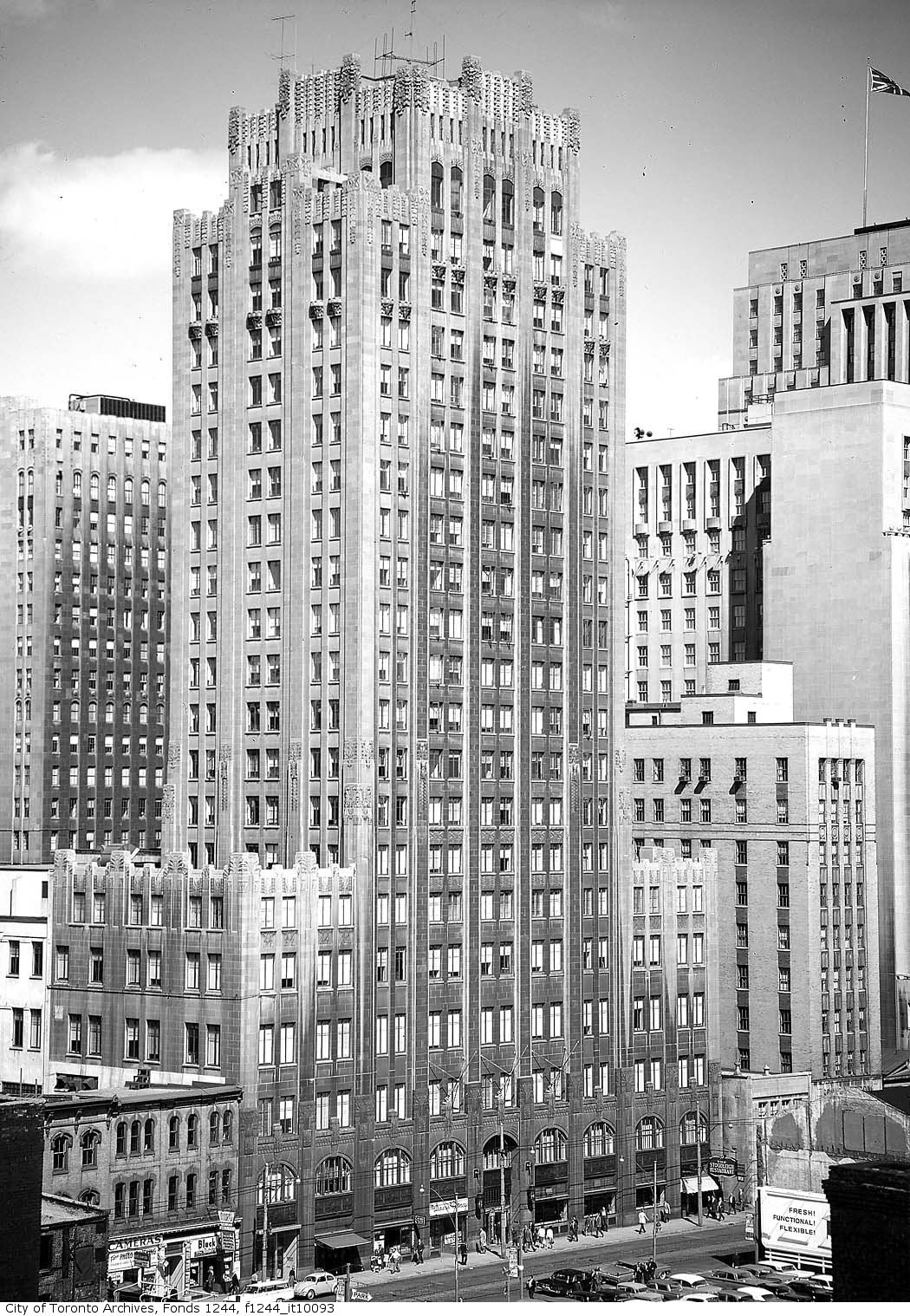
Nieistniejąca już siedziba redakcji Toronto Star, która posłużyła Shusterowi jako wzór budynku  Daily Planet.
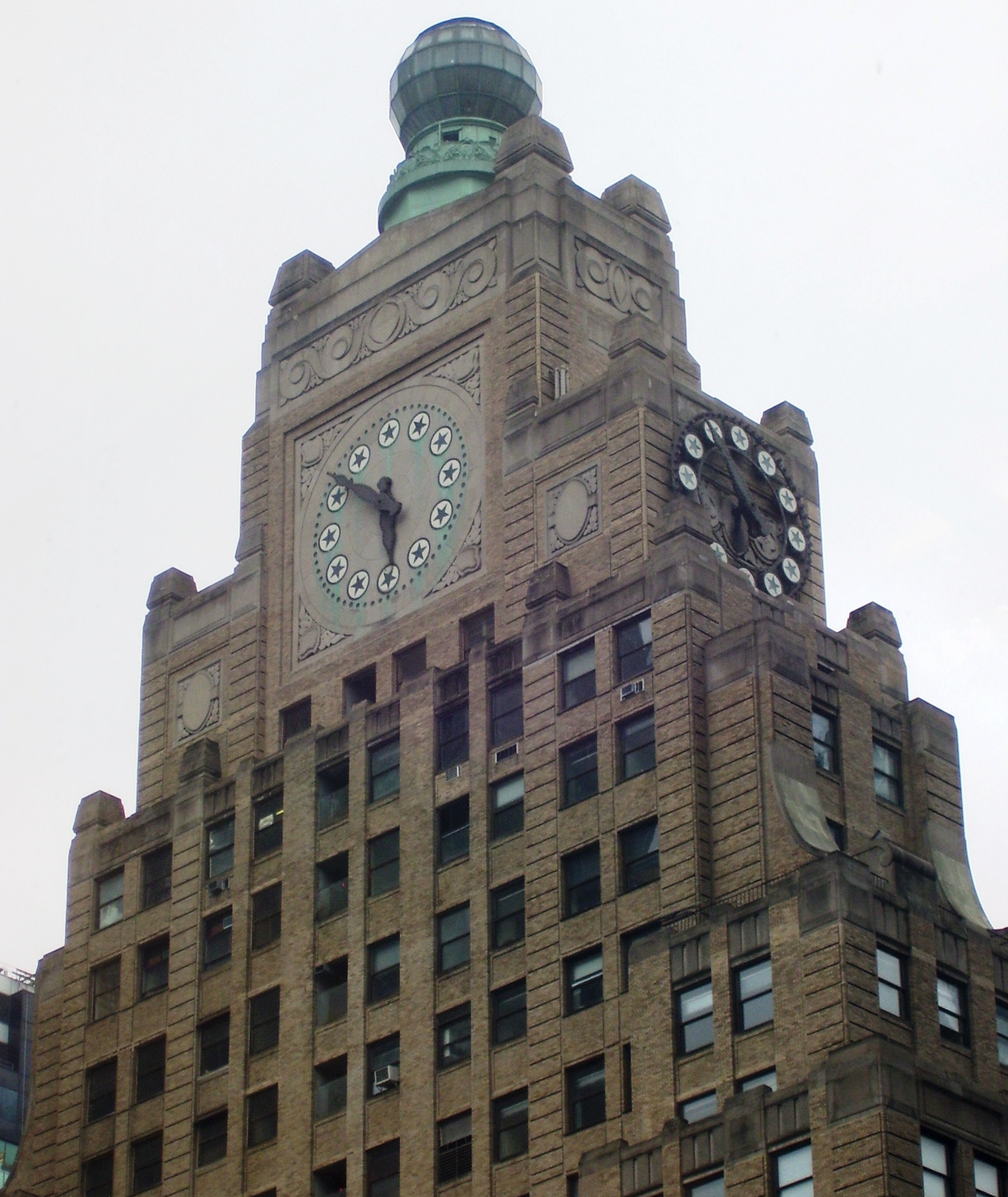
Szczyt 1501 Broadway (dawniej Paramount Building), który uważany jest jeden z pierwowzorów siedziby Daily Planet.
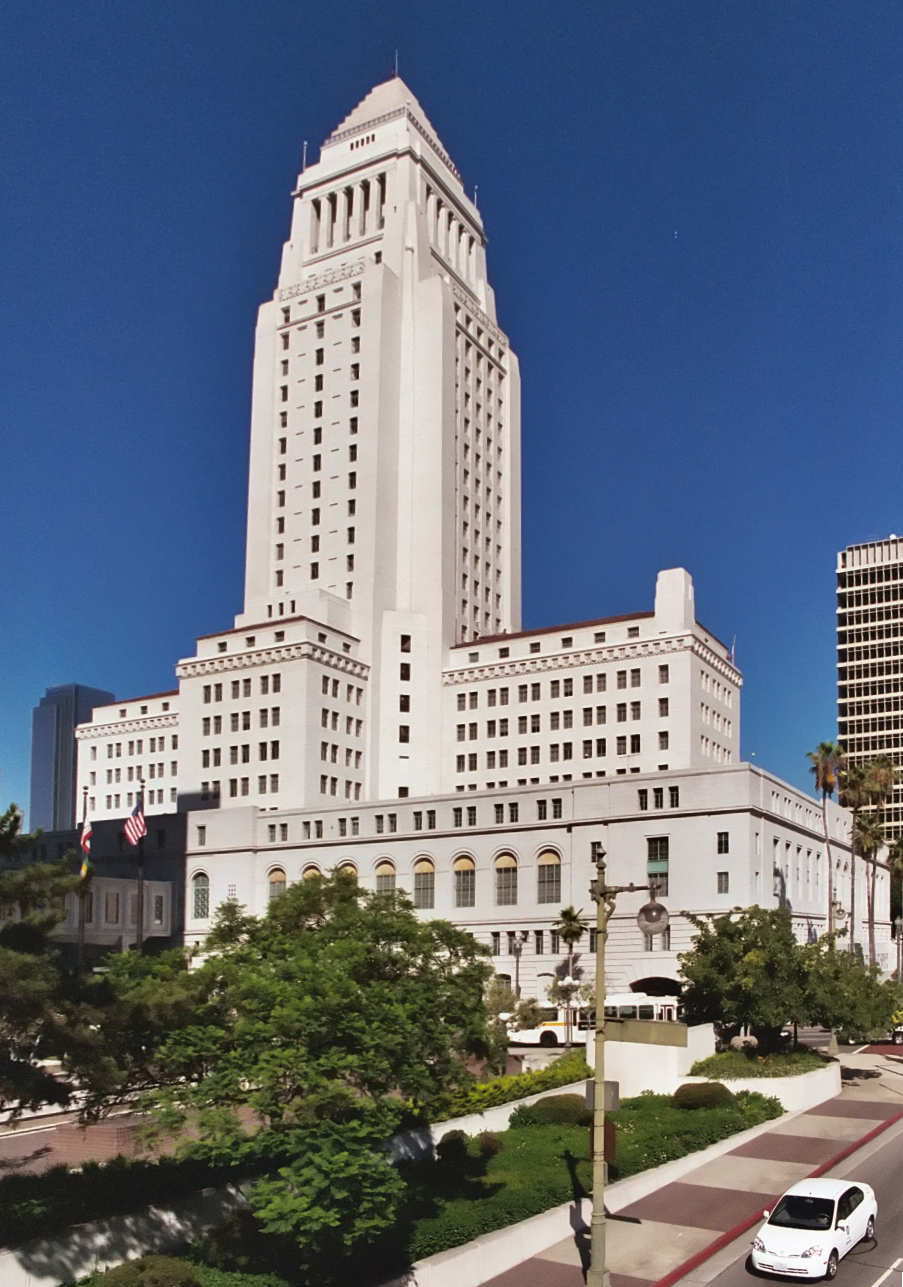
Los Angeles City Hall, który stał się redakcją Daily Planet w serialu The Adventures of Superman z lat 50. XX wieku.
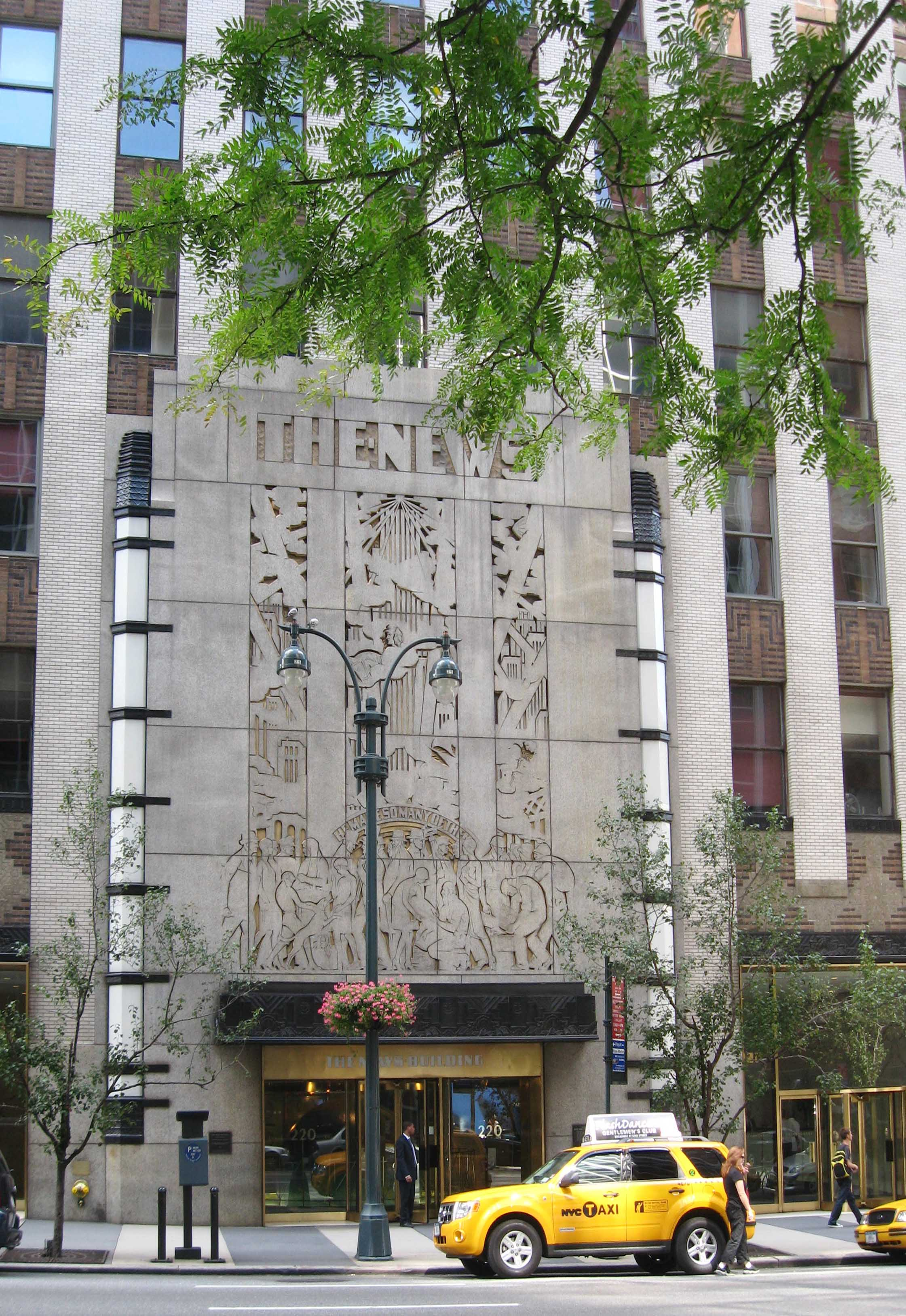
Wejście do budynku redakcji Daily News w Nowym Jorku, gdzie kręcono zdjęcia do filmu Superman (Superman: The Movie).
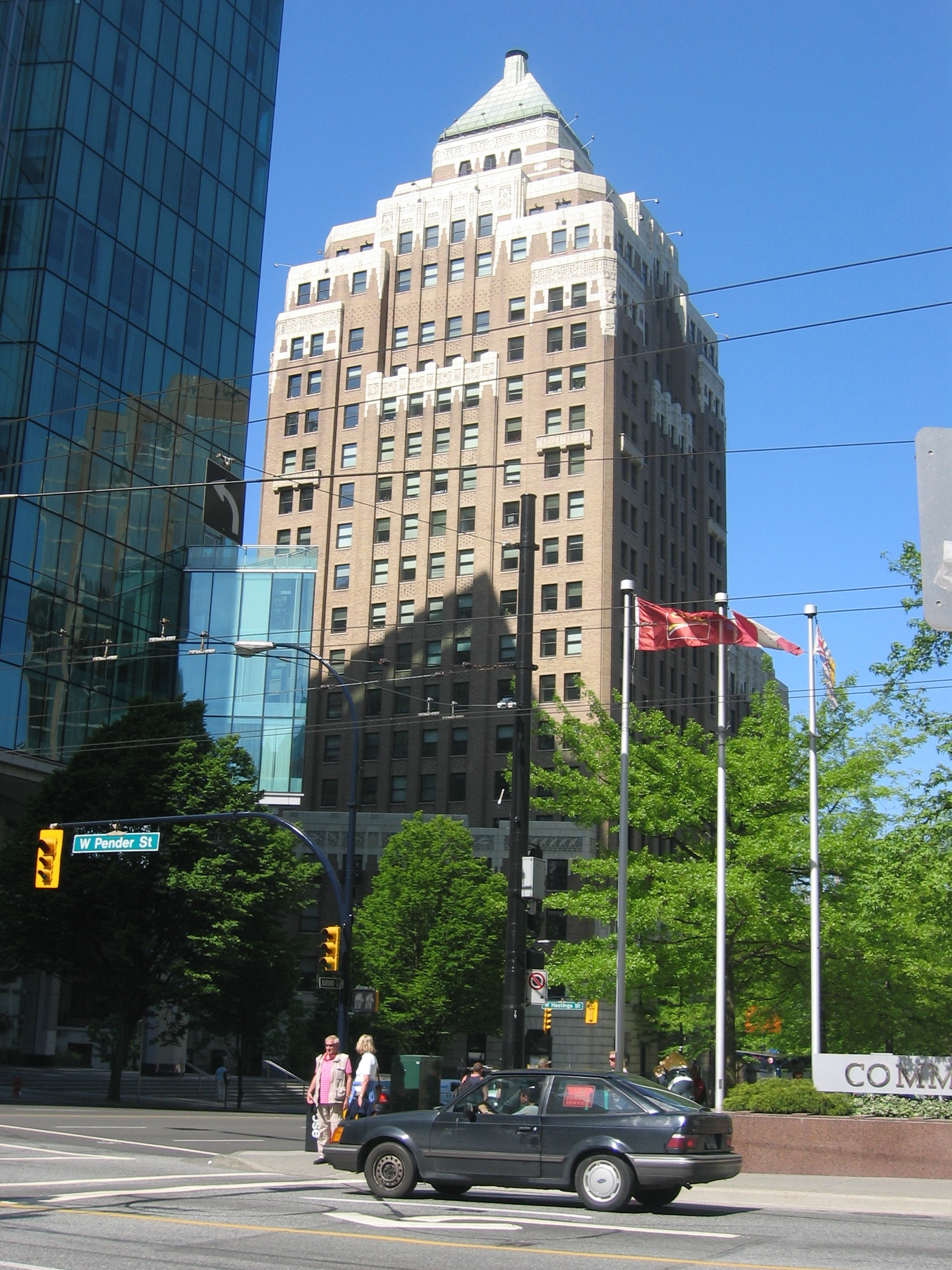
Budynek Marine Building w Vancouver, który posłużył w serialu telewizyjnym Tajemnice Smallville (Smallville) jako gmach redakcji Daily Planet.
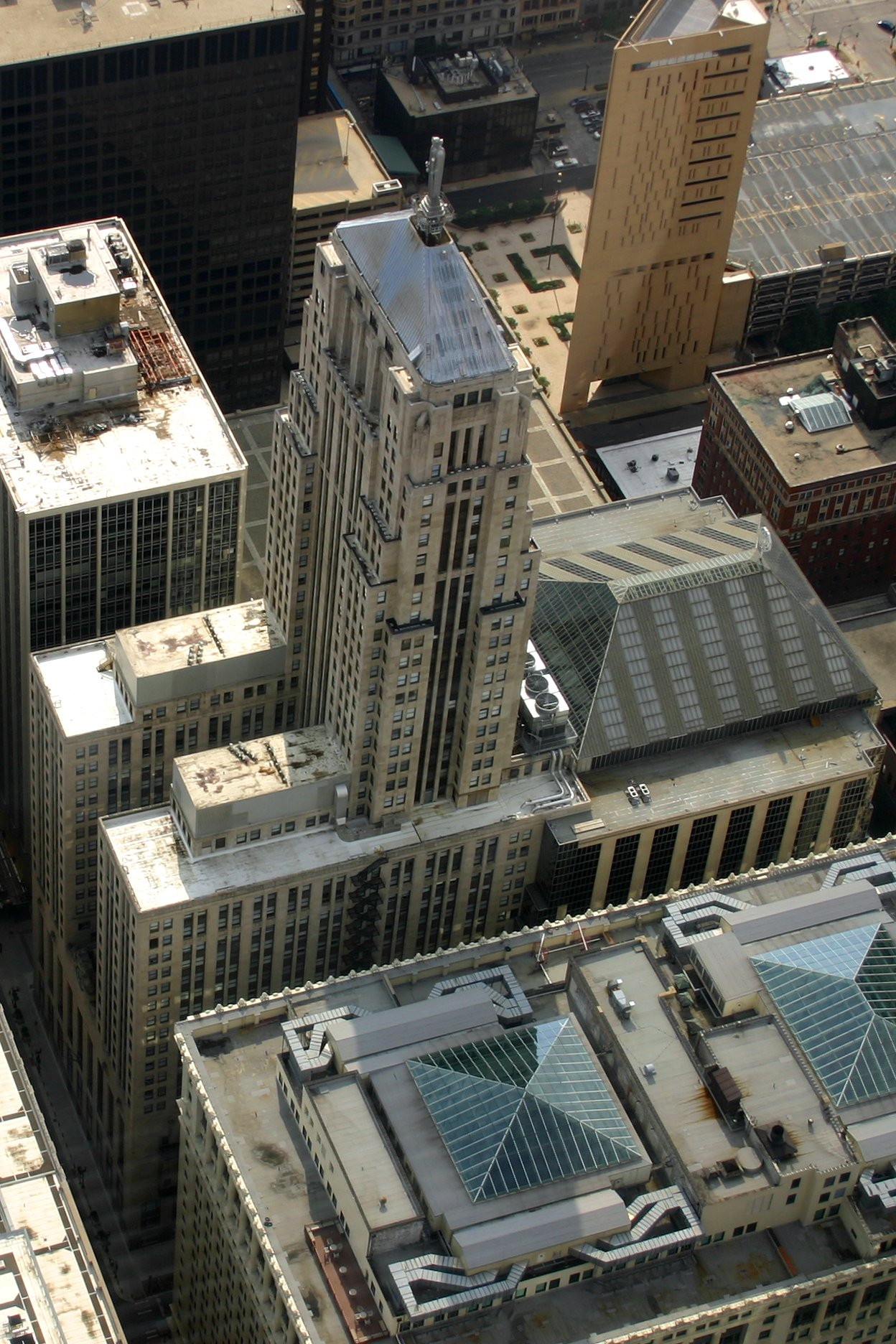
Widok na Chicago Board of Trade Building, który stał się siedzibą redakcji gazety, w której rozpoczął pracę Clark Kent w filmie Człowiek ze stali (Man of Steel).